# Méline Nocandy
Méline Nocandy (* 25. Februar 1998 in Saint-Claude, Guadeloupe) ist eine französische Handballspielerin, die dem Kader der französischen Nationalmannschaft angehört.

## Karriere

### Im Verein
Nocandy wurde auf Guadeloupe geboren, wo sie Handball beim Verein Zayen La spielte. Nachdem einige französische Vereine auf die Rückraumspielerin aufmerksam geworden waren, schloss sie sich im Jahr 2015 Metz Handball an. In ihren ersten beiden Spielzeiten lief Nocandy überwiegend in der 2. Mannschaft auf und half gelegentlich bei der 1. Mannschaft in der höchsten französischen Liga aus. Ab der Saison 2017/18 gehörte sie fest dem Erstligakader an. Mit Metz Handball gewann sie 2016, 2017, 2018, 2019 und 2022 die französische Meisterschaft sowie 2017, 2019 und 2022 den französischen Pokal. Im Sommer 2022 wechselte sie zum Ligakonkurrenten Paris 92. Nach einer Knieverletzung im September 2022 fiel Nocandy für mehrere Monate aus. Zur Saison 2024/25 wechselte sie zu Brest Bretagne Handball.

### In der Nationalmannschaft
Nocandy lief im Jahr 2016 für die französische Jugendnationalmannschaft bei der U-18-Weltmeisterschaft auf. Im darauffolgenden Jahr gewann sie mit der Juniorinnennationalmannschaft bei der U-19-Europameisterschaft die Goldmedaille. Nocandy erzielte im Finale sechs Treffer und wurde zur besten französischen Spielerin des Spiels gekürt. 2018 folgte mit der Juniorinnennationalmannschaft noch eine Teilnahme an der U-20-Weltmeisterschaft, bei der die Französinnen den siebten Platz belegten.
Nocandy rückte kurz vor der Golden League 2019 für die verletzte Grâce Zaadi in das Aufgebot der französischen A-Nationalmannschaft, für die sie am 21. März 2019 ihr Länderspieldebüt gegen Rumänien gab. Noch im selben Jahr lief Nocandy bei der Weltmeisterschaft für die französische Auswahl auf, für die sie in sieben Einsätzen insgesamt 14 Treffer erzielte. Ein Jahr später errang sie bei der Europameisterschaft die Silbermedaille. Mit der französischen Auswahl gewann sie 2021 die Goldmedaille bei den Olympischen Spielen in Tokio. Nocandy erzielte im Turnierverlauf insgesamt 15 Treffer. Im selben Jahr gewann sie bei der Weltmeisterschaft die Silbermedaille. Mit Frankreich gewann sie die Weltmeisterschaft 2023. Bei den Olympischen Spielen in Paris gewann sie die Silbermedaille.